# Live!! +one
Live!! +one är en live-EP av det engelska heavy metal-bandet Iron Maiden, släppt i november, 1980. EP:n är inspelade på Marquee Club i London en kväll den 4 juli, 1980 och är den första liveskivan från Iron Maiden. Dock var Skyhooks-covern Women in Uniform en studioversion som också återfinns på singel och som bonusspår på några utgåvor av albumet Killers.  
EP:n släpptes till en början bara i Japan, men släpptes även 1984 i Grekland med flera bonuslåtar. Av de extra låtarna var bara I've Got The Fire inspelad på Marquee Club. Resten av låtarna kom från EP:n Maiden Japan förutom Prowler som kom från första studioalbumet, Iron Maiden. 
Även en special EP utan namn släpptes 1980 i Tyskland under skivbolaget EMI i Tyskland där alla låtarna från Japanska utgåvan fanns med, förutom Sanctuary. 
Några av låtarna från Marquee Club fanns på b-sidorna på Iron Maidens tidigaste singlar och finns på CD:n First Ten Years. Dock har inte Live!! +one släppts officiellt på CD eller återutgvits på vinyl, och tack vare den limiterade upplagan så är skivan ganska värdefull.

## Låtlista

### Japanska utgåvan

#### Sida ett
1. Sanctuary (Harris) (live)
2. Phantom of the Opera (Harris) (live)

#### Sida två
1. Drifter (Harris, Di'Anno) (live)
2. Women in Uniform (Macainsh)

### Grekiska utgåvan

#### Sida ett
1. Drifter (Harris, Di'Anno) (live)
2. Phantom of the Opera (Harris) (live)
3. Women in Uniform (Macainsh)
4. Innocent Exile (Harris) (live)

#### Side two
1. Sanctuary (Harris) (live)
2. Prowler (Harris)
3. Running Free (Harris, Di'Anno) (live)
4. Remember Tomorrow (Harris, Di'Anno) (live)
5. I've Got the Fire (Montrose) (live)

## Banduppsättning
- Paul Di'Anno – sång
- Dave Murray – gitarr
- Dennis Stratton – gitarr på Drifter, Phantom of the Opera, Women in Uniform, Sanctuary, I've Got the Fire, och Prowler.
- Adrian Smith – gitarr på Innocent Exile, Running Free, och Remember Tomorrow.
- Steve Harris – bas
- Clive Burr – trummor